# Kamp Boiro
Kamp Boiro of Kamp Mamadou Boiro (1960 - 1984) was een concentratiekamp in de stad Conakry. Tijdens het regime van president Ahmed Sékou Touré werden duizenden politieke tegenstanders gevangengezet in het kamp.  Naar schatting werden bijna vijfduizend mensen geëxecuteerd of stierven aan marteling of honger in het kamp.  Volgens andere schattingen was het aantal slachtoffers tien keer hoger: zo'n vijftigduizend.

## Vroege jaren

Ahmed Sékou Touré

Sékou Touré werd president van Guinee toen het land in 1958 onafhankelijk werd van Frankrijk. In de daaropvolgende jaren werd zijn regime in toenemende mate repressief en vervolgde hij oppositieleiders en dissidenten van de regerende Guinese Democratische Partij (PDG).  Het kamp, gelegen in het centrum van Conakry, en heette oorspronkelijk Kamp Camyenne.  Het huisvestte de Republikeinse Garde onder Frans koloniaal bewind. Het politieke gevangenisblok in het kamp werd gebouwd met hulp van de Tsjechoslowaakse regering. In 1961 liet de commandant de ramen verkleinen, omdat ze te groot waren voor veroordeelde mannen.  Het kamp werd in 1969 omgedoopt tot Kamp Mamadou Boiro ter ere van een politiecommissaris die uit een helikopter was gegooid waarin hij gevangenen van Labé naar Conakry vervoerde. 
Het kamp werd gebruikt om de tegenstanders van Touré op te sluiten. Achkar Marof, acteur en voormalig Guinese ambassadeur bij de Verenigde Naties, werd in 1968 teruggeroepen naar Guinee, gearresteerd en gevangen gezet in kamp Boiro. Hij verkreeg kort zijn vrijheid in 1970 na een couppoging. Zijn familie hoorde in 1985 dat hij op 26 januari 1971 was neergeschoten.  Het zogenaamde Labé-complot, gekoppeld aan het Franse imperialisme, werd in februari 1969 blootgelegd. Touré gebruikte dit complot om het leger te zuiveren en ten minste 13 mensen te executeren.  In totaal werden 87 mensen gearresteerd en vastgehouden in het kamp. Twee, Mouctar Diallo en Namory Keïta, stierven slechts enkele dagen na hun arrestatie aan honger en uitdroging.  Fodéba Keïta, voormalig minister van Defensie, werd gearresteerd wegens vermeende medeplichtigheid aan het Labé-complot. Hij werd neergeschoten na gedwongen verhongering op 27 mei 1969. 

## Nasleep na de staatsgreep van 1970
Op 21 november 1970 voerden de Portugese strijdkrachten in het buurland Portugees-Guinea, bijgestaan door Guinese oppositieleden, de operatie Groene Zee uit, een amfibische aanval op Conakry met als doel verschillende militaire en politieke doelen te bereiken, waaronder de bevrijding van Portugese krijgsgevangenen en de poging om het regime van Touré omver te werpen. Ze veroverden kamp Boiro en bevrijdden de gevangenen. De kampcommandant Siaka Touré wist zich te verbergen, maar generaal Lansana Diané, minister van Defensie, werd gevangen genomen. Hij ontsnapte later en zocht zijn toevlucht bij de ambassadeur van Algerije. De staatsgreep mislukte en in de nasleep werden veel tegenstanders van het regime verzameld en gevangengezet in kamp Boiro.  Op 23 december 1970 werd de bisschop van Conakry, Raymond-Marie Tchidimbo, gearresteerd en hij legde vervolgens een "bekentenis" af.  Tchidimbo schreef later een boek over zijn verblijf van 8 jaar en 8 maanden in het kamp.  Alassane Diop, een van oorsprong Senegalese, voormalig minister van Informatie in Guinee werd gearresteerd en tien jaar vastgehouden in kamp Boiro en keerde na zijn vrijlating terug naar Senegal. 

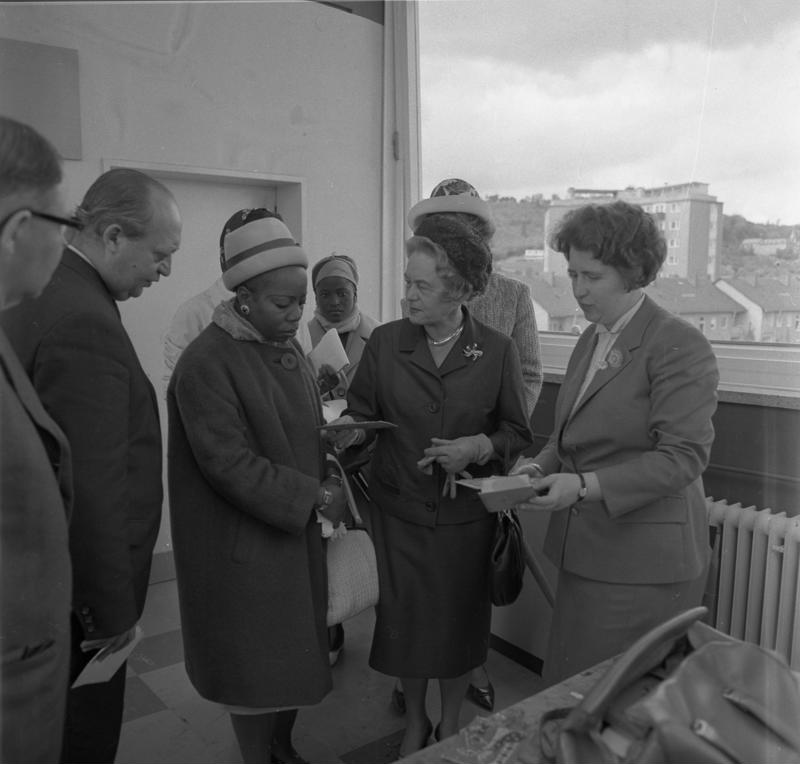
Loffo Camara, een van de slachtoffers, in West-Duitsland, 1962

De gevangenen kregen weinig eten anders dan een sneetje brood ter grootte van een doos lucifers in de ochtend, en een pollepel gewone rijst gekookt in vuil water 's avonds. Er was nooit vlees behalve op dagen dat Touré een offer bracht.  Vanaf januari 1971 werden de gevangenen ondervraagd door een revolutionair comité onder leiding van Ismaël Touré, halfbroer van Sékou Touré en minister van Economie.  Sommige gevangenen werden op het "zwarte dieet" geplaatst, wat betekent dat er geen eten of water was totdat ze stierven.  Gevangenen konden alleen hun moed tonen door te weigeren te bekennen tijdens martelsessies en weigerden om eten te bedelen wanneer ze op het zwarte dieet werden geplaatst.  Loffo Camara, voormalig staatssecretaris van Sociale Zaken, werd op 25 januari 1971 opgehangen, zij is de enige vrouw die in deze periode werd gedood.  Volgens El Hadj Ibrahima Diane, een gevangen die vele jaren in het kamp verbleven heeft, werden van juni 1972 tot augustus 1973 elke dag minstens vier lijken uit de cellen gehaald en in massagraven in de achtertuin van de gevangenis gegooid. 
In 1975 stemde Frankrijk ermee in de diplomatieke betrekkingen te herstellen nadat Franse gevangenen uit het kamp waren vrijgelaten. Deze verminderde de druk op Touré. Het boek Prison D'Afrique van Jean-Paul Alata, een overlevende uit het kamp, werd verbannen uit publicatie in Frankrijk en moest in België worden gedrukt.  Verdere opsluiting volgde in de daaropvolgende jaren. Diallo Telli was een populaire politicus, loyaal aan het regime en voormalig secretaris-generaal van de Organisatie van Afrikaanse Eenheid (OAE).  Hij keerde terug naar Guinee in 1972 en werd benoemd tot minister van Justitie. Op 18 juli 1976 werd Diallo Telli gearresteerd in zijn huis en opgesloten in kamp Boiro.  In februari 1977 werden vijf prominente gevangenen geëlimineerd door het zwarte dieet: Diallo Telli, ex-ministers Barry Alpha Oumar en Dramé Alioune, en legerofficieren Diallo Alhassana en Kouyate Laminé. De volgende maand stierven nog vijf mensen aan de honger.  
De arrestaties en sterfgevallen gingen door. In augustus 1979 keerde Bah Mamadou, een expat uit Labé die naar Frankrijk was verhuisd, terug om zijn familie te bezoeken. Bij binnenkomst in het land vanuit Senegal werden alle inzittenden van zijn voertuig gearresteerd en gevangengezet in kamp Boiro. Acht van de reizigers - behalve Bah Mahmoud zelf - waren binnen een maand aan het zwarte dieet overleden.  In september 1983 kondigde de regering aan dat ze een complot hadden ontdekt om een vergadering van de OAE te plannen die het volgende jaar in Conakry zou worden gehouden. Eenentachtig mensen werden opgesloten in kamp Boiro. 

## Nalatenschap
Na de dood van Sékou Touré in 1984 nam het leger de macht over en liet veel van de politieke gevangenen in kamp Boiro vrij.  Veel van de leiders van het voormalige regime werden gevangengezet en later geëxecuteerd.  In de jaren die volgden, vocht de vereniging van Slachtoffers van Kamp Boiro vele jaren om de herinnering aan wat er was gebeurd te behouden.  De ministerraad gaf op 27 augustus 1991 een communiqué uit voor de renovatie van het kamp en de bouw van een gedenkteken voor alle slachtoffers, maar er volgde geen actie.  Het was de Vereniging verboden om een museum in het voormalige kamp te vestigen.  In een interview in 2007 verklaarde Bobo Dieng, een voormalige hoge functionaris in de regering van Touré, dat er slechts 117 doden waren gevallen in het kamp.  Pas in 2009 ontmoette de interim-president Moussa Dadis Camara de leden van de vereniging. Dat jaar begon de sloop van de kampgebouwen, maar het was niet bekend of er een monument zou worden opgericht.  Vanaf 2010 was er geen onderzoekscommissie geweest en waren alle documenten over het kamp ontoegankelijk of vernietigd.

### Boeken waarnaar wordt verwezen
- Bari, Nadine (2003). Guinée: les cailloux de la mémoire. KARTHALA Editions. ISBN 2-84586-452-3. Geraadpleegd op 14 augustus 2019.
- Camara, Mohamed Saliou (2007). Le pouvoir politique en Guinée sous Sékou Touré. Editions L'Harmattan. ISBN 2-296-03299-0.
- Conde, Julien (2001). Une ambition pour la Guinée. Editions L'Harmattan. ISBN 2-7475-1719-5.
- Diallo, Amadou (1983). La mort de Diallo Telli. KARTHALA Editions. ISBN 2-86537-072-0. Geraadpleegd op 14 augustus 2019.
- Diallo, Alpha-Abdoulaye (2004). Dix ans dans les géôles de Sékou Touré, ou, La vérité du ministre. Editions L'Harmattan. ISBN 2-7475-7493-8. Geraadpleegd op 14 augustus 2019.
- Diawara, Manthia (2000). In search of Africa. Harvard University Press. ISBN 0-674-00408-6.
- Allamok, Egyesült (2008). Country Reports on Human Rights Practices for 2007. Government Printing Office. U.S. Senate.
- Gabara, Rachel (2006). From split to screened selves: French and Francophone autobiography in the third person. Stanford University Press. ISBN 0-8047-5356-3.
- Goerg, Odile (2010). Le non de la Guinée, 1958: entre mythe, relecture historique et résonances contemporaines. Editions L'Harmattan. ISBN 2-296-11331-1.
- Gomez, Alsény René (2010). La Guinée peut-elle être changée?. Editions L'Harmattan. ISBN 2-296-11963-8.
- Gomez, Alsény René (2007). Camp Boiro. Parler ou périr. Editions L'Harmattan. Geraadpleegd op 14 augustus 2019.
- Grinker, Roy Richard (2010). Perspectives on Africa: A Reader in Culture, History and Representation. John Wiley and Sons, p. 635. ISBN 1-4051-9060-4.
- Ham, Anthony (2009). West Africa. Lonely Planet. ISBN 1-74104-821-4.
- Huband, Mark (1998). The Liberian Civil War. Routledge. ISBN 0-7146-4785-3.
- GUINEA Dying for Change Brutality and Repression by Guinean Security Forces in Response to a Nationwide Strike. Human Rights Watch (April 2007).
- Iliffe, John (2005). Honour in African history. Cambridge University Press. ISBN 0-521-83785-5.
- Jahn, Janheinz (1972). Who's who in African literature: biographies, works, commentaries. H. Erdmann. ISBN 3-7711-0153-0.
- Lewin, André (1990). Diallo Telli. Le destin tragique d'un grand Africain. Jeune Afrique Livres. Geraadpleegd op 14 augustus 2019.
- Lewin, André (2010). Ahmed Sékou Touré (1922-1984) Président de la Guinée de 1958 à 1984. Editions L'Harmattan. ISBN 2-296-11254-4. Gearchiveerd op 28 maart 2023.
- Mbouguen, Hervé, Boubacar Diallo Telli. Grioo. Geraadpleegd op 18 januari 2011.
- O'Toole, Thomas (2005). Historical dictionary of Guinea. Scarecrow Press. ISBN 0-8108-4634-9.
- Tchidimbo, Raymond-Marie (1987). Noviciat d'un évêque: huit ans et huit mois de captivité sous Sékou Touré. Fayard. ISBN 2-213-01887-1. Geraadpleegd op 14 augustus 2019.
- U.S.Congress. Prospects for peace in Guinea : hearing. DIANE Publishing. ISBN 1-4223-2331-5.

## Boeken
- Jean-Paul Alata (1976). Prison d'Afrique. Cinq ans dans les geôles de Guinée. Editions Le Seuil. Geraadpleegd op 14 augustus 2019.
- Hervé Hamon et Patrick Rotman. (1977). L'affaire Alata. Editions Le Seuil. Geraadpleegd op 14 augustus 2019.
- Jean-François Alata (1992). Alata, l'Africain Blanc. Editions L'Harmattan l. Geraadpleegd op 14 augustus 2019.
- Ardo Ousmane Bâ (1986). Camp Boiro. Sinistre geôle de Sékou Touré. Editions L'Harmattanl. Geraadpleegd op 14 augustus 2019.

- Almamy Fodé Sylla (1985). L'itinéraire sanglant. Editions ERTI. Geraadpleegd op 14 augustus 2019.

- Charles E. Sorry (1999). Sékou Touré, l'ange exterminateur. Un passé à dépasser. Editions L'Harmattan. Geraadpleegd op 14 augustus 2019.

- Claude Abou Diakité (1972). La Guinée enchaînée ou le livre noir de Sékou Touré. Editions D.A.C.. Geraadpleegd op 14 augustus 2019.

- Thierno Bah (1996). Mon combat pour la Guinée. Editions Karhtala. Geraadpleegd op 14 augustus 2019.

- Thierno Bah (2009). 1954-1984, trente ans de violence politique en Guinée. Editions L'Harmattan. ISBN 2-296-07282-8.

- Camara Kaba 41 (1998). Dans la Guinée de Sékou Touré : cela a bien eu lieu. Editions L'Harmattan. Geraadpleegd op 14 augustus 2019.

- Kindo Touré (1987). Unique Survivant du " Complot Kaman-Fodéba ". Editions L'Harmattan. Geraadpleegd op 14 augustus 2019.

- Mamadou Kolon Diallo (2011). Six Années au Camp Boiro pour avoir eu raison trop tôt. Phoenix Press International. Geraadpleegd op 14 augustus 2019.

- Keita Koumandian (1984). Guinée 61. L'Ecole et la Dictature. Editions Nubia. Geraadpleegd op 14 augustus 2019.

- Lamine Kamara (2012). Guinée : sous les verrous de la révolution : autobiographie. Editions L'Harmattan. Geraadpleegd op 14 augustus 2019.

- Mahmoud Bah (1990). Construire la Guinée après Sékou Touré. Editions L'Harmattan. Geraadpleegd op 14 augustus 2019.

- Adolf Marx (1976). Maudits soient ceux qui nous oublient. Derscheider Verlag. Geraadpleegd op 14 augustus 2019.

- Maurice Jeanjean (2005). Sékou Touré : un totalitarisme africain. Editions L'Harmatan. Geraadpleegd op 14 augustus 2019.

- Nadine Bari (2003). Guinée, les cailloux de la mémoire. Editions Karthala. Geraadpleegd op 14 augustus 2019.

- Nadine Bari (1983). Grain de sable. Les combats d'une femme de disparu. Éditions du Centurion. Geraadpleegd op 14 augustus 2019.

- Nadine Bari (1986). Noces d'absence. Éditions du Centurion. Geraadpleegd op 14 augustus 2019.

- Nadine Bari (1994). Chroniques de Guinée : essai sur les années 90. Editions Karthala. Geraadpleegd op 14 augustus 2019.

- Nuria Mares i Vidal (2012). La Gambina. Une vie Nord-Sud. Editions Publibook. Geraadpleegd op 14 augustus 2019.

- Sako Kondé (1974). Guinée, le temps des fripouilles. Editions La Pensée universelle. Geraadpleegd op 14 augustus 2019.

## Films
- La danse avec l'aveugle. 1978
- Allah Tantou (God's Will) 1991